# Капустин, Василий Федосеевич
Василий Федосеевич Капу́стин (1882, Лальск, Вологодская губерния — 29 марта 1970, Москва) — советский учёный, военный ветеринар, генерал-майор ветеринарной службы.

## Биография
Родился в 1882 году в городе Лальск Великоустюгского уезда в многодетной семье. После смерти отца (1885) воспитывался матерью.
По окончании Казанского ветеринарного института (1910) призван в армию, служил участковым врачом в Астраханском казачьем войске, затем — в Самаре ветеринарным врачом в 9-й конно-артиллерийской батарее. С 1914 до конца 1917 года на фронте.
С апреля 1918 года служил в РККА. С декабря 1919 по май 1921 года начальник ветеринарной службы 11-й армии. В 1920 году вступил в РКП(б). С 1921 по 1923 год — начальник и комиссар ветеринарного управления Приуральского, а затем Западно-Сибирского военного округа.
В 1923—1949 годы начальник Ветеринарной инспекции пограничных и внутренних войск НКВД (МВД).
Генерал-майор ветеринарной службы. кандидат ветеринарных наук.
Умер 29 марта 1970 года в Москве от воспаления легких.

## Сочинения
Издал «Атлас наиболее распространенных гельминтов сельскохозяйственных животных», «Атлас и описание паразитов крови сельскохозяйственных животных и клещей-иксодид».
- Атлас паразитов крови животных и клещей иксодид / В. Ф. Капустин. — Изд. 2-е, доп. и перераб. — М. : Сельхозгиз, 1955. — 213 с. : ил.
- В. В. Подъяпольская, В. Ф. Капустин Глистные болезни человека. 1958. — М.:Медгиз. — 663с.
- Глистные болезни лошадей [Текст] / В. Ф. Капустин, А. М. Петров. — Москва : Типо-лит. им. Воровского, 1935. — Переплет, 120 с. : ил.; 22х15 см.
- Атлас паразитов крови сельскохозяйственных животных [Текст] / В. Ф. Капустин, ген.-майор вет. службы канд. вет. наук. — Москва : Сельхозгиз, 1949 (Образцовая тип. им. Жданова). — 80 с. : ил.; 20 см.
- Глистные заболевания человека [Текст] / В. П. Подъяпольская, В. Ф. Капустин. — 2-е изд., доп. и перераб. — Москва : Медгиз, 1950 (1-я тип. Трансжелдориздата). — 608 с. : ил.; 22 см.
- Глистные заболевания человека [Текст] : Руководство для врачей и студентов : 323 ил. / доц. В. П. Подъяпольская, дивветврач В. Ф. Капустин. — Москва ; Ленинград : Биомедгиз, 1937 (Москва : 16 тип. треста «Полиграфкнига»). — Переплет, 365, [2] с., 56 вкл. л. ил. : ил.; 23х15 см.

## Награды
- Сталинская премия третьей степени (1951) — за монографию «Глистные заболевания человека» (1950, совместно с В. П. Подъяпольской).
- орден Ленина
- два ордена Красного Знамени
- орден Отечественной войны I степени
- орден Красной Звезды
- медали.